# Nami
Nami (jap. ナミ) – fikcyjna postać z mangi i anime One Piece, autorstwa Eiichirō Ody. Jest członkiem pirackiej załogi Słomianego Kapelusza, gdzie pełni funkcję nawigatora i kartografa.

## List gończy
66 000 000 beli po sadze Dressrosa

## Wygląd
Nami na lewym ramieniu ma tatuaż przedstawiający pomarańczę oraz wiatraczek (są to symbole związane z jej przeszłością), dawniej w tym samym miejscu miała tatuaż pirackiej załogi Arlonga.
Początkowo Nami nosiła krótkie skórzane botki i zwykły t-shirt, jednakże po sadze Arlong Park, zmienia nieco sposób ubierania – zaczyna nosi sandały i nieco bardziej odsłonięte i różnorodne stroje (tatuaż przestaje być tajemnicą). Od rozdziału 435 zaczyna nosić wysokie kozaki. Jej zwykły strój stanowi spódnica (często z kółkami) oraz różne t-shirty, często posiadające czteroliterowe wyrazy jak „MODE” (moda), „GOLD” (złoto) lub „EVIL” (zło), jako nawiązanie do ulubionej bluzki jej opiekunki – Bellemere (która miała na niej napisane „MACE”, czyli „maczuga”).
Według Sanji’ego, wymiary Nami to 95-55-85, mierzy ona ponadto 169 cm. Wydaje się, że uległy one powiększeniu w trakcie rozwoju serii (szczególnie łatwo to zaobserwować w mandze).
Oda stwierdził, że Nami przypomina mu kotkę, reprezentuje ją kolor pomarańczowy, pachnie pomarańczami i pieniędzmi, a jej ulubioną potrawą są pomarańcze podane na wszystkie możliwe sposoby.

## Osobowość
Nami, obok Robin, jest najinteligentniejszym członkiem załogi Słomianego Kapelusza. Ponadto jest trzecią najinteligentniejszą, według Ody, osobą serii (na pierwszym miejscu jest Ben Beckman, członek załogi „Rudego” Shanksa, na drugim Kapitan Kuro).
Na samym początku serii Nami głęboko nienawidzi piratów. Uważa, że nie potrafią oni robić nic innego, tylko mordować i rabować. Jej poglądy były wynikiem przeżyć z dzieciństwa – piraci zabili jedną z najbliższych jej osób, zmienia jednak zdanie po poznaniu Luffy’ego i Zoro.
Nami jest chciwa. Dla pieniędzy jest gotowa zrobić wszystko i podjąć się każdego wyzwania. Zwykle wiąże się to z wystawieniem całej załogi na ciężkie przeżycia, za to nigdy i za żadne pieniądze nie sprzedałaby przyjaciela. Nami zajmuje się również wydatkami załogi, pilnując, by nie sprzeniewierzyli wszystkiego na własne zachcianki (Luffy wydałby wszystko na mięso, Zoro na sake). Przeżywa prawdziwy horror, gdy załoga traci pieniądze lub okazję, by je zdobyć.
Nami podczas walki troszczy się przede wszystkim o siebie, zawsze próbując znaleźć kogoś, kto będzie walczył za nią, co nie zmienia faktu, że sama też stoczyła kilka zwycięskich walk. Jest tchórzem, ale innego rodzaju niż Usopp – jest to związane bardziej z chęcią pozostania przy życiu niż z brakiem odwagi. Także w tym przypadku jest linia, której nigdy by nie przekroczyła – nigdy by nie pozwoliła, by ktoś krzywdził jej przyjaciół, gotowa jest wtedy ruszyć na ratunek.
Nami ma obsesję na punkcie mody – nigdy nie widujemy jej w tym samym stroju. Nie było to specjalnie widoczne do sagi Kapitana Kuro. Nami, wychodząc na zakupy, często zagląda do ekskluzywnych butików, gdzie po przymierzeniu większości rzeczy wychodzi, stwierdzając, że poszukuje czegoś bardziej codziennego. Nie należy ona również do osób wstydliwych, często nosi skąpe i wyzywające stroje, nie przeszkadza jej również to, że ktoś mógłby ją zobaczy nago (jak podczas kąpieli w Alabście, czy gdy musiała się przebrać w morskim pociągu do Eines Lobby). Jednakże podglądanie jej nie należy do tanich rozrywek – opłata, której się domaga, to 100 000 beli. Nie lubi też osób próbujących podważyć jej nawigatorskich umiejętności.

## Relacje i związki
Załoga
Nami początkowo była zachwycona perspektywą dołączenia do załogi. W każdym razie dopóki nie dowiedziała się, że jest to załoga piracka. Zdradziła Luffy’ego i z całego serca życzyła mu śmierci, zanim uda mu się skompletować załogę. Pierwotnie z załogą łączyło ją coś na kształt „sojuszu”, który zakończył się, gdy postanowiła wróci do swojej rodzinnej wioski, jednakże bardzo zżyła się ze wszystkimi, odejście więc nie było taki łatwe. Po sadze Arlonga oficjalnie staje się członkiem załogi, całkowicie zmieniając poglądy na temat swoich towarzyszy.
Szybko uznaje Luffy’ego za kapitana i dowódcę, co nie zmienia faktu, że często irytuje ją jego irracjonalne myślenie oraz brak umiejętności planowania. W takich momentach reaguje agresją. Jej ofiarą często oprócz Luffy’ego padają inni członkowie załogi, jak np. Śpiący Zoro. Pomijając to, z całego serca ufa Luffy’emu.
Nami ma w zwyczaju wykorzystywać słabość Sanji’ego do swojej osoby, zlecając mu różne zadania do wykonania. Przy czym warto jest zaznaczy, że Sanji jest jedynym mężczyzną, którego Nami obdarzyła przyrostkiem –kun. Wykorzystuje również Usoppa do naprawy i konserwacji swojej broni (wykręcając się zwykle od płacenia). Zoro usilnie próbuje nie ulegać jej manipulacjom, ale koniec końców i tak pada jej ofiarą – Nami szantażuje go, wykorzystując dług, jaki ma on u niej (chodzi o 100 000 beli, które nami pożyczyła mu na 300%). Okazjonalnie irytuje się na Franky’ego.
Nami jest w najlepszych stosunkach z Robin, jedyną osobą, która nie stara się przejąć funkcji lidera na statku. Zwraca się do niej „onee-sama” lub „Robin-nee-san”, oba oznaczają „starszą siostrę”, jaką jest właśnie Robin dla Nami.
Przyjaciele
W jej rodzinnych stronach mężczyzna imieniem Genzo przyjaciel rodziny był dla małej Nami i Nojiko jak ojciec. Był bardzo skonsternowany pozą Nami na liście gończym niż faktem, że może zostać aresztowana. Zdjęcie zostało powiększone i zawisło w jego domu. Pozostali mieszkańcy nadal bardzo kochają Nami.
Nami również była bardzo zaprzyjaźniona z Vivi, ich relacje przypominały więź między siostrami. Jak reszta załogi, bardzo przeżyła rozstanie z nią.
Zaprzyjaźniła się również z Lolą, dzikiem – zombi do tego stopnia, że starała się pomóc jej poślubić Absaloma. Przyjaźń ta była kontynuowana również z „prawdziwą” Lolą, kiedy Thriller Bark zostało zdobyte. Lola miała dziwne wrażenie, że się znają, mimo że nigdy się wcześniej nie spotkały, Nami zaś była szczęśliwa, że znowu ją spotyka. Lola ponadto była jedyną osobą, z którą Nami bezinteresownie podzieliła się swoim skarbem, ona zaś na dowód wdzięczności dała nami pół Biblicart, od swojej matki, dowodzi to, że Nami stała się jej siostrą.
Wrogowie
Nami stała się oficjalnym wrogiem Marins w momencie wysłania za nią listu gończego. Arlong i jego piraci zostali jej wrogami po tym, jak skrzywdzili mieszkańców jej wioski i zabili jej opiekunkę Bellemere. Długo nie była w stanie wybaczyć Hatchanowi tego, co zrobił, będąc członkiem załogi Arlonga, jednakże po tym, jak zobaczyła go próbującego powstrzymać Luffy’ego, stara się zmienić zdanie o nim i skoncentrować się na jego dobrych stronach.
Rodzina
Bellemere
Długo nie rozumiała, dlaczego ma traktować Bellemere jak matkę, gdyż nie rozumiała, jak można tak traktować kogoś, z kim nie jest się połączonymi więzami krwi. Dopiero po jej śmierci zrozumiała, jak bardzo Bellemere ją kochała i jak bardzo za nią tęskni. Nami często w chwilach smutku powtarza jej imię. Regularnie też odwiedza jej grób na szczycie klifu.
Nojiko
Pomimo tego, że nie przepadały za sobą jako dzieci, Nami uważała Nojiko za jedyną osobę, która ją kocha i wie o jej umowie z Arlongiem. Pomimo że nie łączyły ich żadne więzy krwi, Nojiko zawsze uważała Nami za swoją siostrę. Kiedy ta otrzymała tatuaż jako symbol przynależności do załogi Arlonga, Nojiko, by siostra nie czuła się z nim źle sama, zrobiła sobie również. Nami nawet po usunięciu sobie starego tatuażu kazała zrobić sobie taki, który przypominałby jej ukochaną siostrę.
Inni
Jako sierota, Nami może posiadać inną rodzinę. Biorąc jednak pod uwagę okoliczności powrotu Bellemere z obiema dziewczynkami, a także fakt, że obie zostały znalezione podczas wojny, wydaje się, że próba ich odnalezienia spełzłaby na niczym.

## Zdolności i siła
Nami jest świetnym nawigatorem i bardzo dobrym kartografem. Potrafi wyczuć najmniejsze zmiany pogody i przewidzieć nawet cyklony na Grand Line, pomimo ciężkiej choroby. Ta umiejętność podczas jej „walki” jeden na jednego z Enelem, pozwoliła jej odeprzeć parę ciosów, samym tylko Clima Tactem. Jest również świetną złodziejką i kieszonkowcem, potrafi ukraść nawet małe przedmioty jak klucze, bez wiedzy właściciela (zaczynała już jako mała dziewczynka).
W porównaniu z towarzyszami, Nami nie dysponuje takimi umiejętnościami bojowymi. Nie jest ani silna, ani specjalnie wytrenowana w jakiejś sztuce walki. Nie taka jest jej jednak rola. Początkowo używała składanego, drewnianego kija, ale dopiero gdy otrzymała Clima Tact, była w stanie skutecznie się obronić. Wcześniej, gdy sytuacja robiła się niebezpieczna, zmuszała któregoś z członków załogi do walki zamiast niej.

## Bronie
Początkowo, aż do sagi Alabasta, jej broń stanowił składany drewniany kij. Później, Usopp wynalazł dla niej broń, którą nazwał „Clima Tact”, który umożliwił jej walkę w głównej bitwie, ostatecznie dając jej zwycięstwo nad Miss Doublefinger, co jednak kompletnie nie zmieniło jej standardowej taktyki walki.
Aktualnie Clima Tact został udoskonalony poprzez wbudowanie w niego jeden z Diali. Zmieniono również jego nazwę na „Perfect Clima Tact”. Broń ta jest tak potężna, że umożliwia Nami samodzielne pokonanie całej grupy przeciwników; dzięki niej Nami pokonała też członkinie CP9 – Kalifę, stając się jednym z najcenniejszych członków załogi.

## Inne techniki
Oprócz wyżej wymienionych technik Nami posiada też kilka specjalnych „umiejętności”, które z powodzeniem może stosować, by pozbyć się przeciwników.
Shiawase Punch (幸せパンチ(しあわせ), Atak Szczęśliwości): Wysoce skuteczna „technika” zastosowana przeciwko podglądającym ją towarzyszom. Nami po prostu zrzuca ręcznik. Jej przeciwnicy padają na ziemię na skutek intensywnego krwotoku z nosa. Atak jest płatny – 100 000 beli od osoby.
Impact (衝撃貝 (インパクト)): Nami, używając Impakt Diala, by odwrócić atak przeciwko atakującemu. Użyto przeciwko Hotori.

## Historia
Nami jest sierotą znalezioną przez Bellemere, kobietę w służbie Marins, na polu bitewnym, razem z drugą dziewczynką – Nojiko. Po powrocie do rodzinnej wioski Bellemere adoptuje je. Z czasem stają się sobie bliskie jak rodzina. Rodzinne szczęście zakłóca przybycie Arlonga – Pirata – Ryby. Ogłasza on przejęcie władzy przez siebie i w związku z tym każdy – dorosły i dziecko będą mu płacić za możliwość „życia”.
Bellemere nie miała wystarczających oszczędności, by zapłacić za całą rodzinę. Zdecydowała, że te pieniądze będą za jej córki. Arlong potraktował ją jako „przykład” dla całej wioski. Została brutalnie zamordowana na oczach obu córek. Nami porwano. Została zmuszona do zostania kartografem na usługach Arlonga (mimo młodego wieku jej mapy były bardzo wysokiej jakości). Jednakże Arlong zgodził się, by Nami, jeśli dostarczy mu 100 mln beli, uwolni wioskę Cocoyashi. By sfinalizować umowę, Nami przez osiem lat pracowała dla Arlonga i okradała piratów.

## Muzyka
Music

Between the Wind

Hurricane Girls (w duecie z Robin)

Akuma no Mi (Luffy, Zoro, Nami, Usopp i Sanji)

Hi! Ho! Ready Go! (Luffy, Zoro, Nami, Usopp i Sanji)

Family (z całą załogą)

We Are! (z całą załogą)

Utae! Jingle Bell (z całą załogą)

You Are the One (z całą załogą)

Jungle Fever (z całą załogą)

Girls ni Kubittake (w duecie Vivi jako tło dla Sanji’ego)